# Tmarus corruptus
Tmarus corruptus är en spindelart som beskrevs av Octavius Pickard-Cambridge 1892.
Tmarus corruptus ingår i släktet Tmarus och familjen krabbspindlar. Inga underarter finns listade i Catalogue of Life.